# Dihidrostreptomicină
Dihidrostreptomicina este un antibiotic cu efect bactericid din clasa aminoglicozidelor, fiind un derivat de  streptomicină. A fost utilizat în tratamentul tuberculozei.

## Reacții adverse
Provoacă ototoxicitate, de aceea nu mai este aprobat pentru uz uman.